# سیدحسن مرتضوی (نماینده)
سیدحسن مرتضوی سیاست‌مدار ایرانی بود، که در  دوره بیست و سوم  به‌عنوان نماینده تربت حیدریه در مجلس شورای ملی حضور داشت.